# Ousson-sur-Loire
Ousson-sur-Loire is een gemeente in het Franse departement Loiret (regio Centre-Val de Loire) en telt 758 inwoners (2005). De plaats maakt deel uit van het arrondissement Montargis.

## Geografie
De oppervlakte van Ousson-sur-Loire bedraagt 5,4 km², de bevolkingsdichtheid is 140,4 inwoners per km².
De onderstaande kaart toont de ligging van Ousson-sur-Loire met de belangrijkste infrastructuur en aangrenzende gemeenten.

## Demografie
Onderstaande figuur toont het verloop van het inwonertal (bron: INSEE-tellingen).